# 六軒駅 (三重県)
六軒駅（ろっけんえき）は、三重県松阪市小津町（旧・一志郡三雲町小津）にある、東海旅客鉄道（JR東海）の紀勢本線の駅である。
通常は普通列車のみ停車するが、特急「ワイドビュー南紀」が臨時停車したこともある。

## 歴史
- 1893年（明治26年）12月31日：参宮鉄道津駅 - 相可駅（現・多気駅） - 宮川駅間延伸、当駅は建設中で未開設[2]。
- 1894年（明治27年）1月10日：参宮鉄道高茶屋駅 - 松阪駅間に新設[3]。一般駅[4]。
- 1907年（明治40年）10月1日：参宮鉄道国有化、帝国鉄道庁の駅となる[1]。
- 1909年（明治42年）10月12日：線路名称制定、参宮線所属となる[1]。
- 1956年（昭和31年）10月15日：駅構内で信号見落としによる列車衝突事故発生、死者42名を出す（六軒事故）[1]。
- 1959年（昭和34年）7月15日：参宮線亀山 - 当駅 - 多気間が紀勢本線へ編入、同線の駅となる[1]。
- 1962年（昭和37年）2月1日：貨物取扱廃止[4]。
- 1974年（昭和49年）4月1日：荷物扱い廃止[4]。
- 1983年（昭和58年）12月21日：無人駅化[5]。
- 1987年（昭和62年）4月1日：国鉄分割民営化に伴い、東海旅客鉄道（JR東海）の駅となる[1]。

## 駅構造
相対式ホーム2面2線を有する列車交換可能な地上駅。両ホームは跨線橋で連絡している。
松阪駅管理の無人駅。駅舎は構内東側の1番線（下り線）に隣接して設置されている。

### のりば
| 番線 | 路線      | 方向 | 行先             |
| ---- | --------- | ---- | ---------------- |
| 1    | ■紀勢本線 | 下り | 松阪・伊勢市方面 |
| 2    | ■紀勢本線 | 上り | 亀山・名古屋方面 |

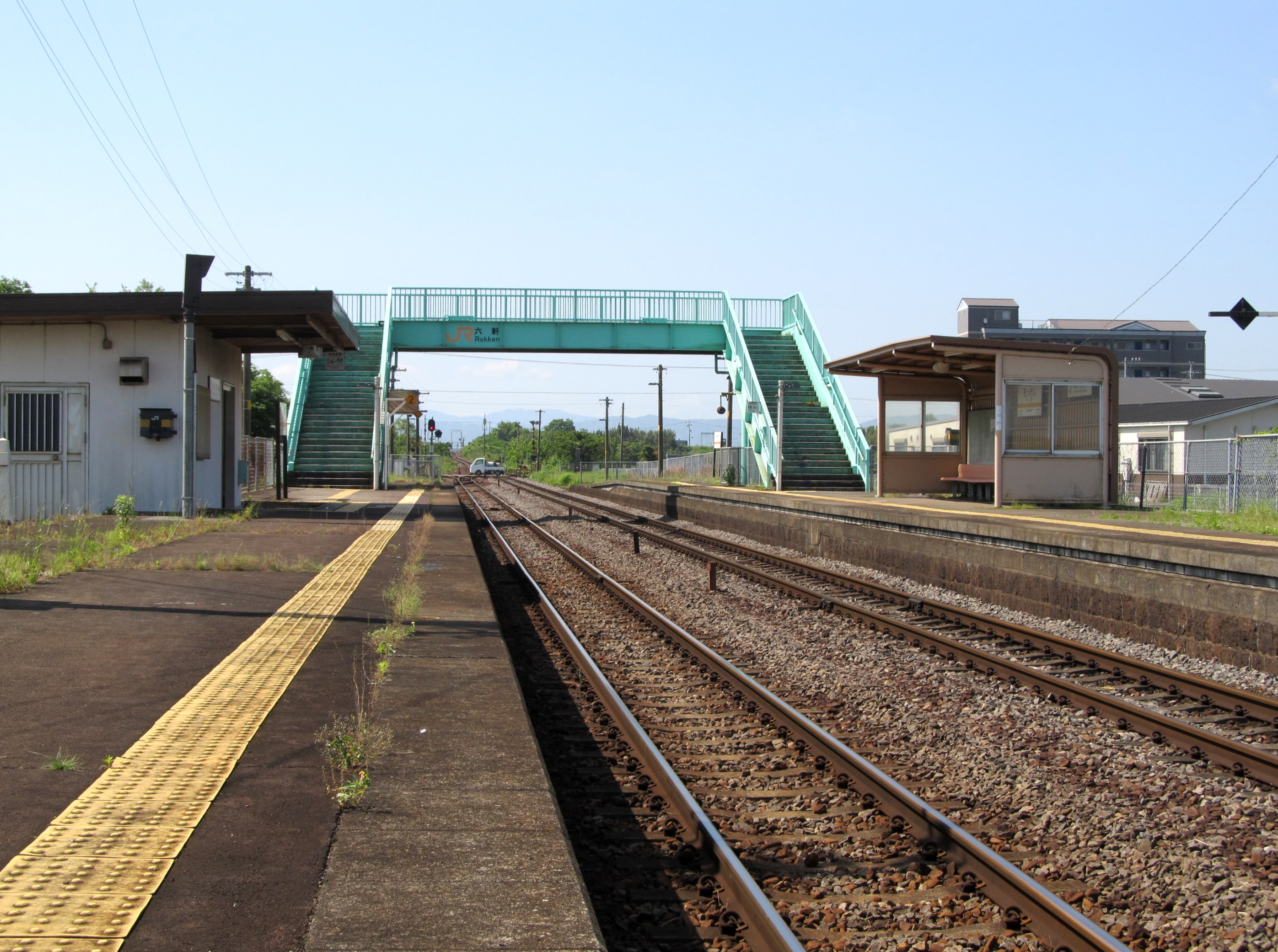
ホーム（2024年5月）

## 利用状況
「三重県統計書」によると、近年の1日平均乗車人員の推移は以下の通り。
| 年度   | 1日平均 乗車人員 |
| ------ | ---------------- |
| 1998年 | 73               |
| 1999年 | 72               |
| 2000年 | 77               |
| 2001年 | 85               |
| 2002年 | 82               |
| 2003年 | 85               |
| 2004年 | 74               |
| 2005年 | 81               |
| 2006年 | 86               |
| 2007年 | 86               |
| 2008年 | 88               |
| 2009年 | 85               |
| 2010年 | 84               |
| 2011年 | 93               |
| 2012年 | 103              |
| 2013年 | 114              |
| 2014年 | 99               |
| 2015年 | 94               |
| 2016年 | 101              |
| 2017年 | 99               |
| 2018年 | 114              |
| 2019年 | 121              |

駅西方にある近畿日本鉄道伊勢中原駅の半数程度に留まる。

## 駅周辺
駅名の由来となった六軒の地名は、松阪寄りを流れる三渡川を挟んだ対岸にある。
- 百五銀行 六軒支店
- 六軒郵便局
- 松阪市立三雲中学校
- 三重県地方卸売場（三重県中央卸売市場）
- 六軒事故慰霊碑
- 近鉄山田線 伊勢中原駅
- 天白（回転場）バス停留所：1.7km離れているので当駅との乗換には適さないが、駅勢圏内で競合する存在である。津駅・津市街地と旧三雲町域を結ぶ三重交通路線の終点で、三雲・松阪地区内のコミュニティバスと接続している。
- 小津バス停留所（鈴の音バス）：1km。松阪方面並行路線。

## 隣の駅
東海旅客鉄道（JR東海）
■紀勢本線
■快速「みえ」
通過
■普通
高茶屋駅 - 六軒駅 - 松阪駅